# Cecil Purnell
Cecil Purnell es una empresa de relojes de lujo suiza con sede en el cantón de Ginebra, especializada en la producción de relojes con tourbillon de alta gama.

## Historia
En 1918, el fundador de la empresa, Cecil Purnell, comenzó a fascinarse por los intrincados mecanismos mecánicos de relojería con el tourbillon ideado por Abraham Louis Breguet. Su interés se transmitió a su nieto, Jonathan Purnell.
En 2006, Jonathan Purnell formó una asociación con el profesional de la industria relojera Stéphane Valsamides, y juntos lanzaron Cecil Purnell SA, radicada en la región del Macizo del Jura. Después de años de desarrollo, en 2009, la firma lanzó su primer calibre desarrollado íntegramente en la empresa, el CP3000, y transfirió las operaciones de la compañía a Ginebra. En 2010, Cecil Purnell se convirtió en un pequeño fabricante, capaz de producir todos los componentes de sus relojes internamente. El relojero lanzó su segunda complicación, el calibre Big Date, en 2011.
En 2014, la empresa se asoció con el entrenador del Real Madrid, Carlo Ancelotti, quien fue nombrado "Embajador de la marca.